# Montserrati labdarúgó-bajnokság (első osztály)
A Montserrat Championship a montserrati labdarúgó-bajnokságok legfelsőbb osztályának elnevezése. 1995-ben alapították, azonban 2004 óta nem rendeztek egyetlen bajnokságot sem. A pontvadászat 5 csapat részvételével zajlik.

## A 2003–04-es bajnokság résztvevői
- Ideal SC
- Montserrat Secondary School
- Montserrat Volcano Observatory Tremors
- Royal Montserrat Police Force
- Seven Day Adventists Trendsetters

## Az eddigi bajnokok
- 1995–96 : Royal Montserrat Police Force
- 1996–97 : törölték
- 1998–99 : nem volt bajnokság
- 2000 : Royal Montserrat Police Force
- 2001 : Royal Montserrat Police Force
- 2002–03 : Royal Montserrat Police Force
- 2004 : Ideal SC